# Borowa (województwo małopolskie)
Borowa – wieś w Polsce położona w województwie małopolskim, w powiecie tarnowskim, w gminie Zakliczyn.
| SIMC    | Nazwa     | Rodzaj    |
| ------- | --------- | --------- |
| 0836371 | Budzyń    | część wsi |
| 0836388 | Doliny    | część wsi |
| 0836394 | Dział     | część wsi |
| 0836402 | Nowa Wieś | część wsi |

Pierwsza wzmianka o wsi pochodzi z 1370 r. Znajdują się w niej dwie kapliczki, jedna z 1920 (murowana, w kształcie słupa) i druga z 1934 (szafkowa, na drzewie). W latach 1975–1998 miejscowość administracyjnie należała do województwa tarnowskiego. W 1996 r. we wsi mieszkało 270 osób.